# ハビエル・ロドリゲス・ベンタ
ハビ・ベンタ（"Javi Venta" Javier Rodriguez Venta, 1975年12月13日 - ）はスペイン・オビエド出身の元サッカー選手、現サッカー指導者。現役時代のポジションはディフェンダー。

## 経歴
20代半ばまでスペインの下部リーグを転々とした遅咲きの選手である。レアル・オビエドのユースチームを出て、テルセーラ・ディビシオン（4部）やセグンダ・ディビシオンB（3部）のクラブを渡り歩いた。2001-02シーズンはCDテネリフェに移籍し、25歳にしてプリメーラ・ディビシオン（1部）デビューを果たした。クラブはセグンダ・ディビシオン（2部）に降格したが自身は好プレーをみせ、2002年夏に前年7位のビジャレアルCFに移籍した。2005-06シーズンは25試合出場、2006-07シーズンは20試合出場、2007-08シーズンは25試合出場1アシストと、不動のレギュラーではなかったが、右サイドバックとして年間20〜30試合に出場した。ビジャレアルに入団した2002-03シーズンから5シーズンはリーグでの得点がなかったが、2007-08シーズン第37節RCDエスパニョール戦で、ビジャレアル6季目にして初ゴールを決めた。
2008-09シーズンはアンヘル・ロペスとの併用ながら、22試合に出場して2アシストを決めた。2009-10シーズン序盤は出場機会を得ていたが、2010年1月にフアン・カルロス・ガリード新監督が就任すると、アンヘル・ロペスにポジションを奪われ、18試合の出場にとどまった。シーズン終了後、契約満了によりビジャレアルCFを退団した。
2013年7月11日、37歳にして初の海外移籍を決断し、ブレントフォードFCへ短期契約で加入した。しかし、ほぼ構想外の扱いを受けたため、9月30日に契約を解除して現役引退を表明した。
現役時代のスペイン代表経験はない。2006年にはドイツワールドカップの候補27名に残ったが、最終メンバーからは外れた。

## 所属クラブ
- レアル・オビエドB 1995-1996

→ マリノ・デ・ルアンコ 1996-1997
- RSヒムナスティカ・デ・トッレラベガ 1997-1999
- ビジャレアルCF 1999-2010

→ CDオンダ 1999-2000
→ ラシン・フェロル 2000-2001
→ CDテネリフェ 2001-2002
- レバンテUD 2010-2012
- ビジャレアルCF 2012-2013
- ブレントフォードFC 2013